# Dargikowo
Dargikowo [darɡiˈkɔvɔ] (tiếng Đức: Darkow)  là một ngôi làng thuộc khu hành chính của Gmina Białogard, thuộc quận Białogard, West Pomeranian Voivodeship, ở phía tây bắc Ba Lan. Nó nằm khoảng 6 kilômét (4 mi) phía đông Białogard và 118 km (73 mi) về phía đông bắc của thủ đô khu vực Szczecin.